# Pawiloma rubra
Pawiloma rubra är en insektsart som beskrevs av Rodney Ramiro Cavichioli 1998. Pawiloma rubra ingår i släktet Pawiloma och familjen dvärgstritar. Inga underarter finns listade i Catalogue of Life.